# 斯特烏切尼鄉 (博托沙尼縣)
47°43′N 26°45′E / 47.717°N 26.750°E
斯特烏切尼鄉（羅馬尼亞語：Comuna Stăuceni, Botoșani），是羅馬尼亞的鄉份，位於該國東北部，由博托沙尼縣負責管轄，面積44平方公里，海拔高度105米，2007年人口3,431，人口密度每平方公里79人。